# Dasburg

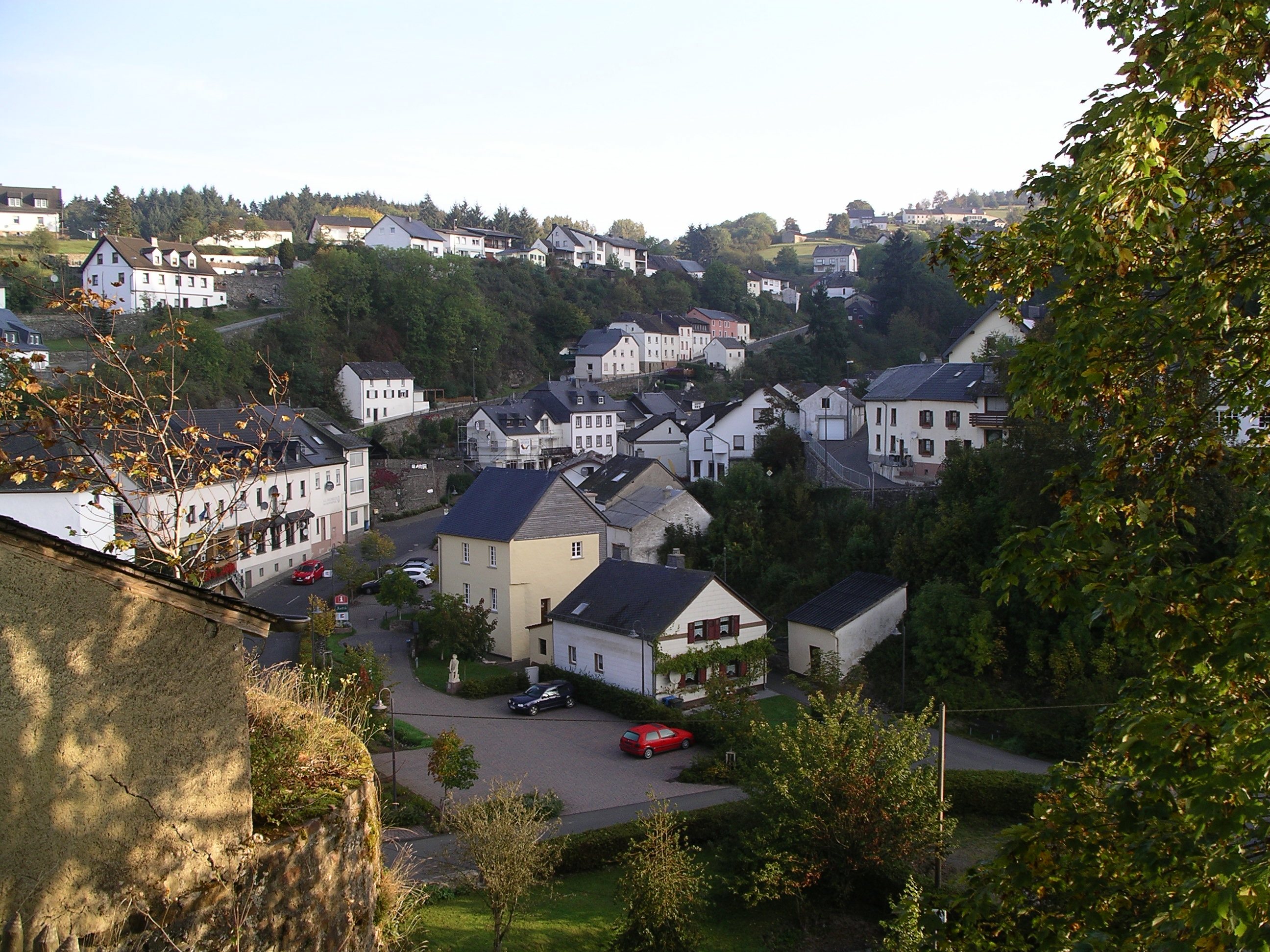
Dasburg

Dasburg ist als Ortsgemeinde im Eifelkreis Bitburg-Prüm die westlichste Gemeinde in Rheinland-Pfalz. Sie gehört der Verbandsgemeinde Arzfeld an.

## Geographie

### Lage
Durch Dasburg verläuft die Bundesstraße 410.
Im Tal des Ortes fließt der Fluss Our, der zudem die natürliche Grenze zwischen Deutschland und Luxemburg bildet.
Zu Dasburg gehören auch der Weiler Lehmkaul sowie die Wohnplätze Frankmühle und Rellesmühle.

### Klima
Das Klima in Dasburg ist gemäßigt, aber warm. Es herrscht im Jahresdurchschnitt eine Temperatur von 8,7 °C. Innerhalb eines Jahres gibt es durchschnittlich 829 mm Niederschlag.

## Geschichte

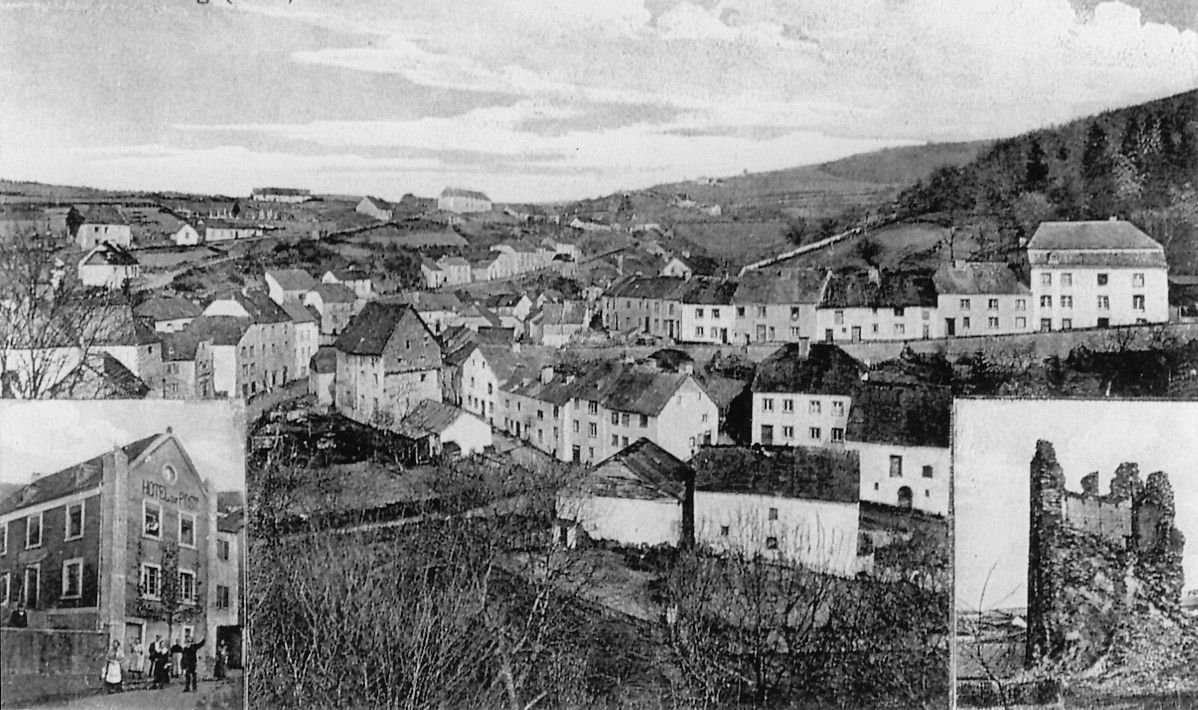
Dasburg um 1910

Die älteste urkundliche Erwähnung des Ortsnamens „Daysberhc“ findet sich im Kommentar zum Prümer Urbar, den der Prümer Exabt Caesarius von Milendonk 1222 fertigte. Um 1222 besaß der Graf von Vianden (comes vienne) als Lehen von der Abtei Prüm die Burg Dasburg nebst weiterer Umgebung. Die Burg und die Herrschaft Dasburg wurden von Burggrafen verwaltet. 1417 erbte Engelbert I., späterer Graf von Nassau-Dillenburg, die Grafschaft Vianden und erwarb dadurch auch den Titel eines Herrn von Dasburg, der sich bis zum heutigen König der Niederlande Willem-Alexander im Haus Oranien-Nassau erhalten hat.
Der Flecken Dasburg entstand zu Füßen der Burg und hieß anfangs noch Daysberhc. 1252 war der Name Dasberg, 1399 hieß er Daisberg. 1625 gab es in Dasburg bereits 34 Häuser, die jährlich ein Rauchhuhn entrichten, 16 Tage im Schloss Wachdienst ausüben und einen Tag Heu machen mussten.
Der Ort gehörte bis 1794 zur Meierei Eschfeld-Arzfeld in der Herrschaft Dasburg, die Teil des Herzogtums Luxemburg war. Nach der Annexion der Österreichischen Niederlande, zu denen das Herzogtum Luxemburg gehörte, durch französische Revolutionstruppen wurde die Gemeinde Dasburg 1795 dem Kanton Clervaux im Departement der Wälder zugewiesen.
Im Klöppelkrieg (1798) wurde Dasburg mehrmals erwähnt, wobei der Ort als ein Zentrum der Erhebung gegen die Unterdrückung galt.
1811 schenkte Napoleon I. das Schloss und seine Güter als Dotation dem Marschall Nicolas-Charles Oudinot, Herzog von Reggio. Dieser ließ das Schloss am 13. April 1813 öffentlich versteigern, unter der Bedingung, dass es in Jahresfrist geschleift sei. 36 Ansteigerer zahlten 4400 Francs. Bei der Zerstörung des Archivgewölbes ging auch das wertvolle Archiv zugrunde. Vier Wochen vor dem Einzug der Verbündeten waren die einstmals so stolzen Gebäude bis auf einige heute noch teilweise stehenden Burgreste Trümmer geworden.
Aufgrund der Vereinbarungen auf dem Wiener Kongress wurde 1815 das vormals luxemburgische Gebiet östlich der Sauer und der Our dem Königreich Preußen übertragen. Unter der preußischen Verwaltung kam die Orte des Kantons Clervaux östlich der Our 1816 zum neu errichteten Kreis Prüm im Regierungsbezirk Trier. Der Ort war Grenzort und Sitz der Bürgermeisterei Dasburg. 1843 bestand Dasburg aus 136 Häusern mit 721 Einwohnern. Alle Einwohner waren katholisch.
Durch die Hanglage und die schlechte Bodenqualität konnten sich die Dorfbewohner kaum von der Landwirtschaft ernähren. So waren früher die meisten Handwerker, Maurer, Tagelöhner und Waldarbeiter. Dank des aufblühenden Gewerbelebens stieg die Einwohnerzahl ständig, und es waren die dorfüblichen Handwerker fast ausnahmslos im Dorf vertreten. Auch eine Bierbrauerei besaß das Dorf. Erst nach 1900 begann die Abwanderung zur Industrie und nach Amerika und die Einwohnerzahl lag sehr bald unter 500.
Im Ersten Weltkrieg waren im Ort zehn Gefallene und im Zweiten Weltkrieg 31 Gefallene und Vermisste zu beklagen. Zudem wurde der Ort zu 80 % zerstört.
Statistik zur Einwohnerentwicklung
Die Entwicklung der Einwohnerzahl von Dasburg, die Werte von 1871 bis 1987 beruhen auf Volkszählungen:
| Jahr | Einwohner |
| ---- | --------- |
| 1815 | 601       |
| 1835 | 721       |
| 1871 | 575       |
| 1905 | 435       |
| 1939 | 640       |
| 1950 | 356       |
| 1961 | 356       |

| Jahr | Einwohner |
| ---- | --------- |
| 1970 | 319       |
| 1987 | 285       |
| 1997 | 317       |
| 2005 | 229       |
| 2011 | 229       |
| 2017 | 211       |
| 2024 | 215       |

## Politik

### Bürgermeister
Silke Nelles wurde am 6. November 2019 Ortsbürgermeisterin von Dasburg. Da bei der Direktwahl am 26. Mai 2019 kein gültiger Wahlvorschlag eingereicht wurde, oblag die Neuwahl des Bürgermeisters dem Rat, der sich für Nelles entschied. Sie wurde im Juni 2024 wiedergewählt.
Die Vorgänger von Silke Nelles waren Beate Bormann (Ortsbürgermeisterin 2014 bis 2019), Werner André (2011 bis 2014) und Christian Nosbüsch (bis 2010).

### Wappen
| Wappen von Dasburg | Blasonierung: „In Schwarz ein goldener Balken, belegt mit einer roten Muschel“ |
| Wappen von Dasburg | Wappenbegründung: Im Jahre 1774 bestand ein Siegel der Schöffen der Herrschaft Dasburg: „Die Meier, Schöffen und Gerichtsleute von Dasburg führten in Schwarz einen goldenen Balken“, so Carles-René de Hozier. Der goldene Balken wurde mit einer roten Pilgermuschel, dem Attribut des Orts- und Pfarrpatrons von Dasburg, Jakobus, belegt. Das Wappen wurde durch Bürgermeister a. D. Decku aus St. Wendel entworfen. Der Ortsgemeinde Dasburg wurde am 14. September 1967 die Genehmigung zur Führung eines Gemeindewappens durch das Ministerium des Inneren von Rheinland-Pfalz erteilt. |

## Kultur und Sehenswürdigkeiten

### Burgruine

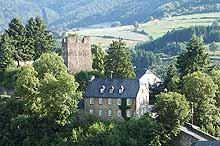
Burgansicht

Von der mittelalterlichen Burganlage, der Dasburg, sind noch erhalten geblieben: die Fundamente der inneren Wehrmauer, Teile der äußeren Wehrmauer mit zwei Halbtürmen, Reste des Eingangstores und die Nordseite des 20 Meter hohen Wehrturmes, des Zentrums der wahrscheinlich staufischen Kernburg. Der Grundriss der Burg weist auf den Typus Höhenburg hin. Sehenswert ist ein Gang entlang der Umfassungsmauer, die an ihrer nördlichen Schmalseite ursprünglich eine Brücke hatte und von einem Torzugang und einigen Halbtürmen unterbrochen war.
Das Landesamt für Denkmalpflege Rheinland-Pfalz kümmert sich heute um den Burgbering. Die Gemeinde Dasburg gehört der nach dem berühmten Kreuzritter benannten Vereinigung Route Gottfried von Bouillon an, die historische Bauwerke in der Grenzregion der vier Länder Belgien, Frankreich, Luxemburg und Rheinland-Pfalz der Öffentlichkeit bekannt machen möchte.

### Bunkeranlagen

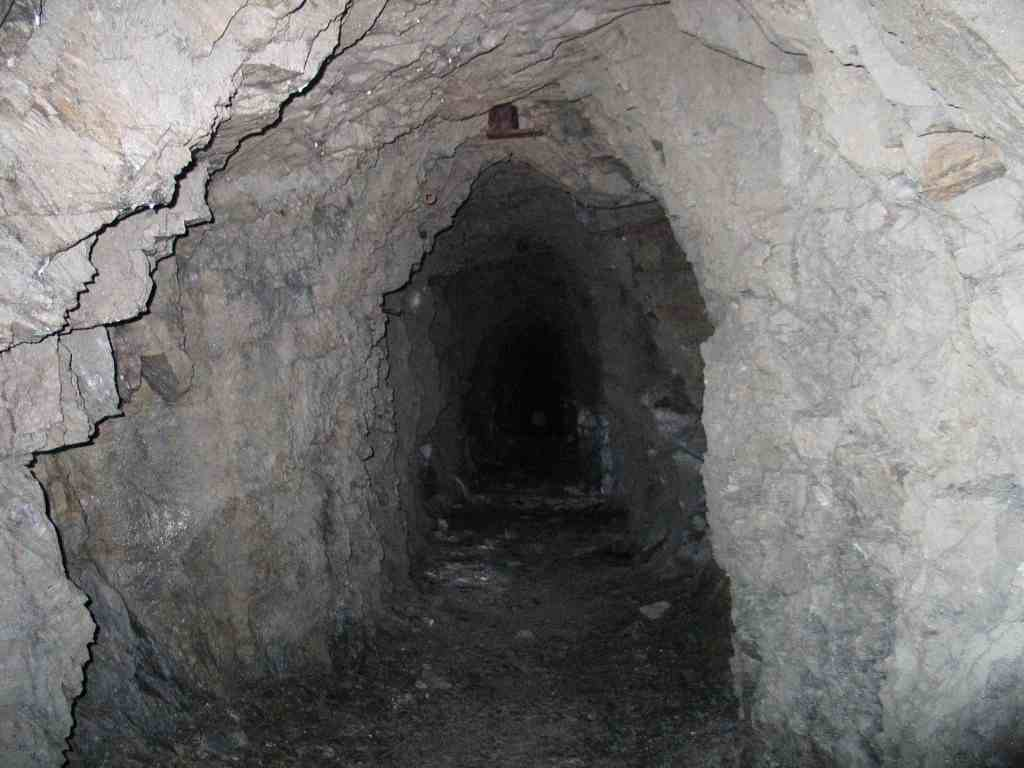
Geöffnete Stollenanlage

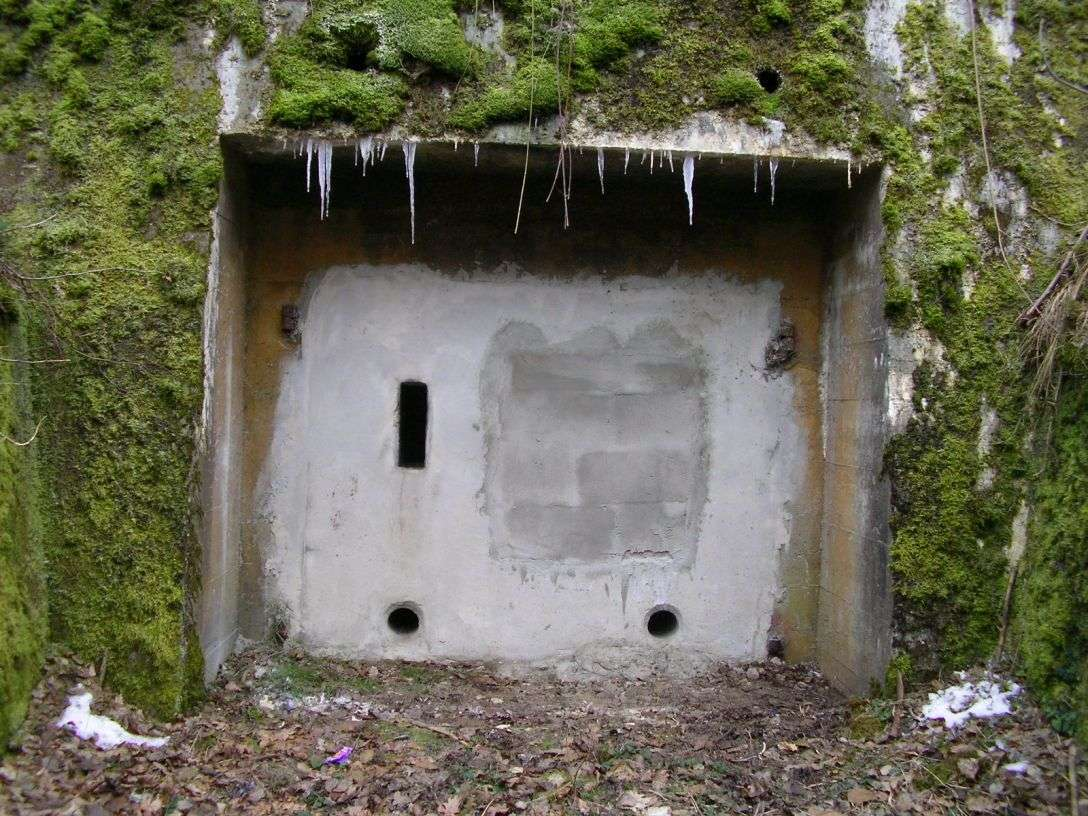
Verschlossene Stollenanlage an der B 410

In Dasburg gibt es noch zwei Stollenanlagen. Diese liegen in einem Berg bzw. direkt unter der Burganlage an der B 410. Die Entfernung voneinander beträgt etwa 300 Meter. Jede der Anlagen, die nicht miteinander verbunden sind, besitzt nur einen Eingang. Die Eingangsbauwerke sind aus Beton. Nach dem ehemaligen Bundesvermögensamt in Trier wurden die Bauarbeiten von einer Bergbaufirma ausgeführt; der Reichsarbeitsdienst leistete wahrscheinlich Hilfsarbeiten. Vermutlich begannen die Arbeiten in den Jahren 1939/1940. Die Stollen waren dem Festungspionierstab 23 in Bitburg unterstellt.
Beide Stollenanlagen waren 1964 für eine Nutzung als Sanitätsmaterial-Außenlager der Bundeswehr  vorgesehen. Dieses Vorhaben wurde am 14. September 1970 von der Wehrbereichsverwaltung endgültig aufgegeben. Es bestand auch kein anderweitiger militärischer Bedarf.
Zur Gefahrenbeseitigung wurden beide Stollen mit Betonplomben versehen und verschlossen. Für Fledermäuse und Kriechtiere wurden Schlitze und Rohre eingebaut. Im Stollen an der B 410 wurden Senkschächte abgedeckt und an verschiedenen Stellen Abmauerungen angebracht.
Zurzeit wird versucht, zumindest eine Stollenanlage wieder zu öffnen und für künftige Generationen zu erhalten.

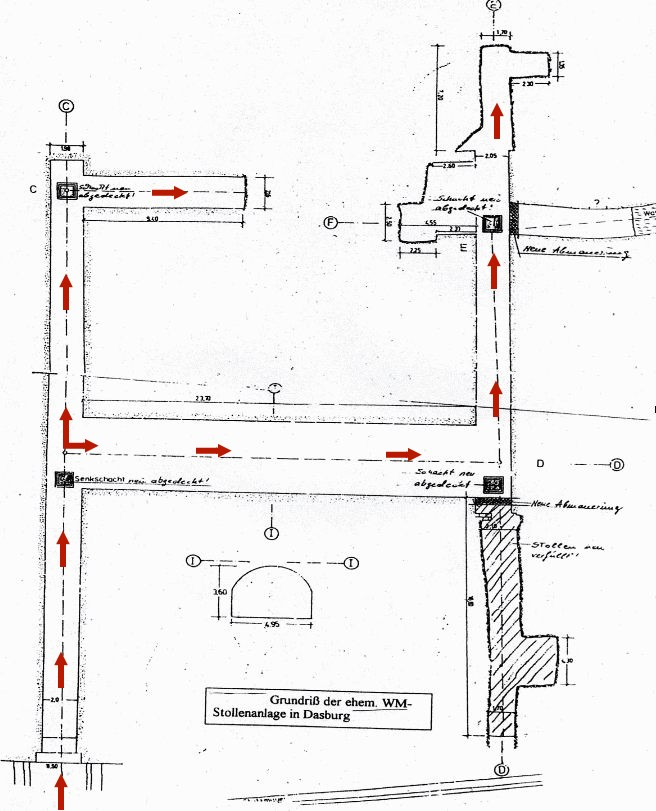
Grundriss der Stollenanlage
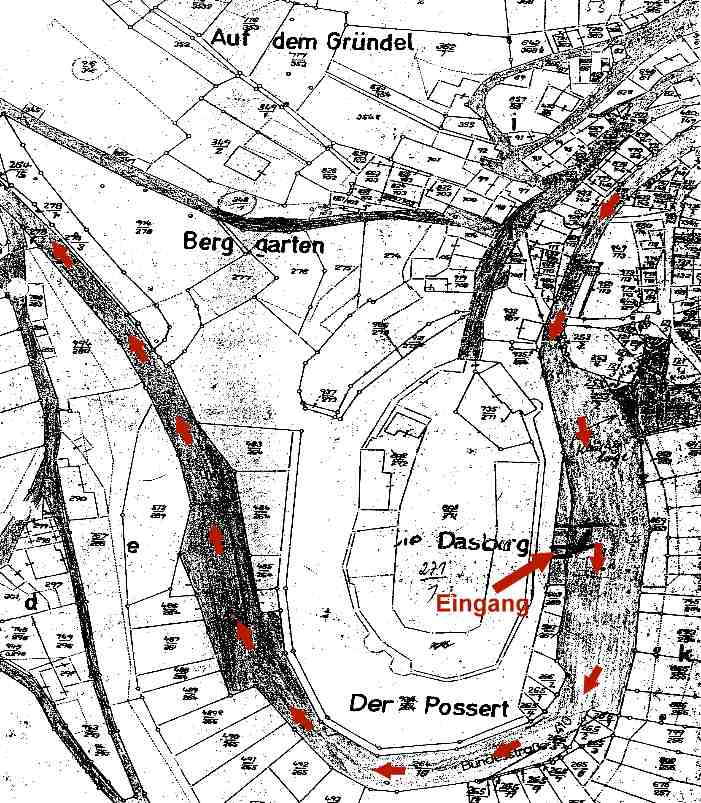
Lageplan der Stollenanlage

### Katholische Pfarrkirche
Die Kirche St. Jakobus der Ältere ist ein im Jahr 1767 an der Stelle einer ehemaligen Kapelle durch Trinitarier Pfarrer Augustinus (Taufname Johannes) Kerschen von Daleiden errichteter Zentralbau als Grundrissumkehrung der Dasburger Marienkapelle. Die Kirche, ein schlicht geputzter Bruchsteinbau, zeigt hier die Grundform des im 18. Jh. aufkommenden Zentralbaues; elliptisches Schiff und fast quadratischer Chorteil auf der Breitseite. Die Pfarrkirche besitzt eine digitale Sakralorgel der Firma Viscount. (Modell: Viscount Domus 1232)

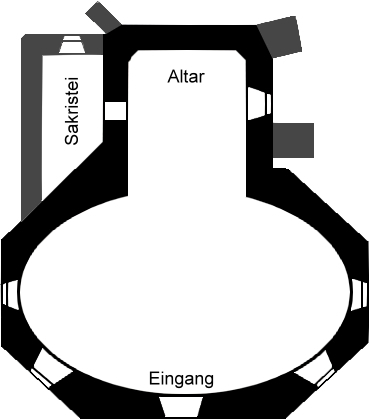
Grundriss Pfarrkirche
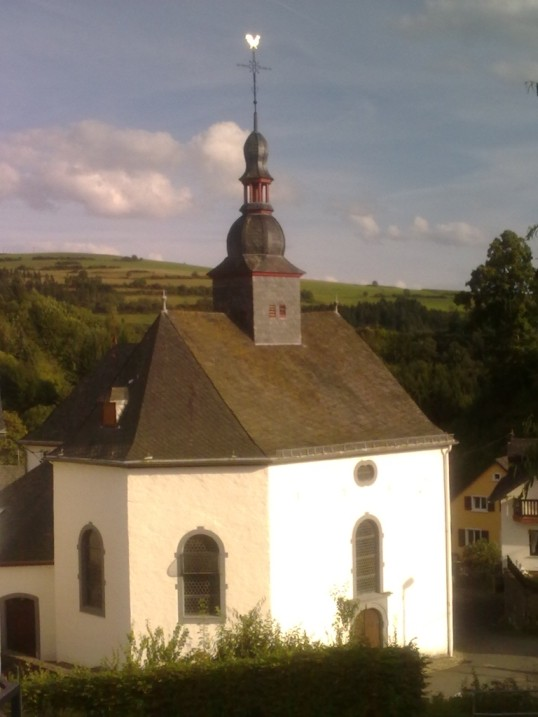
Pfarrkirche
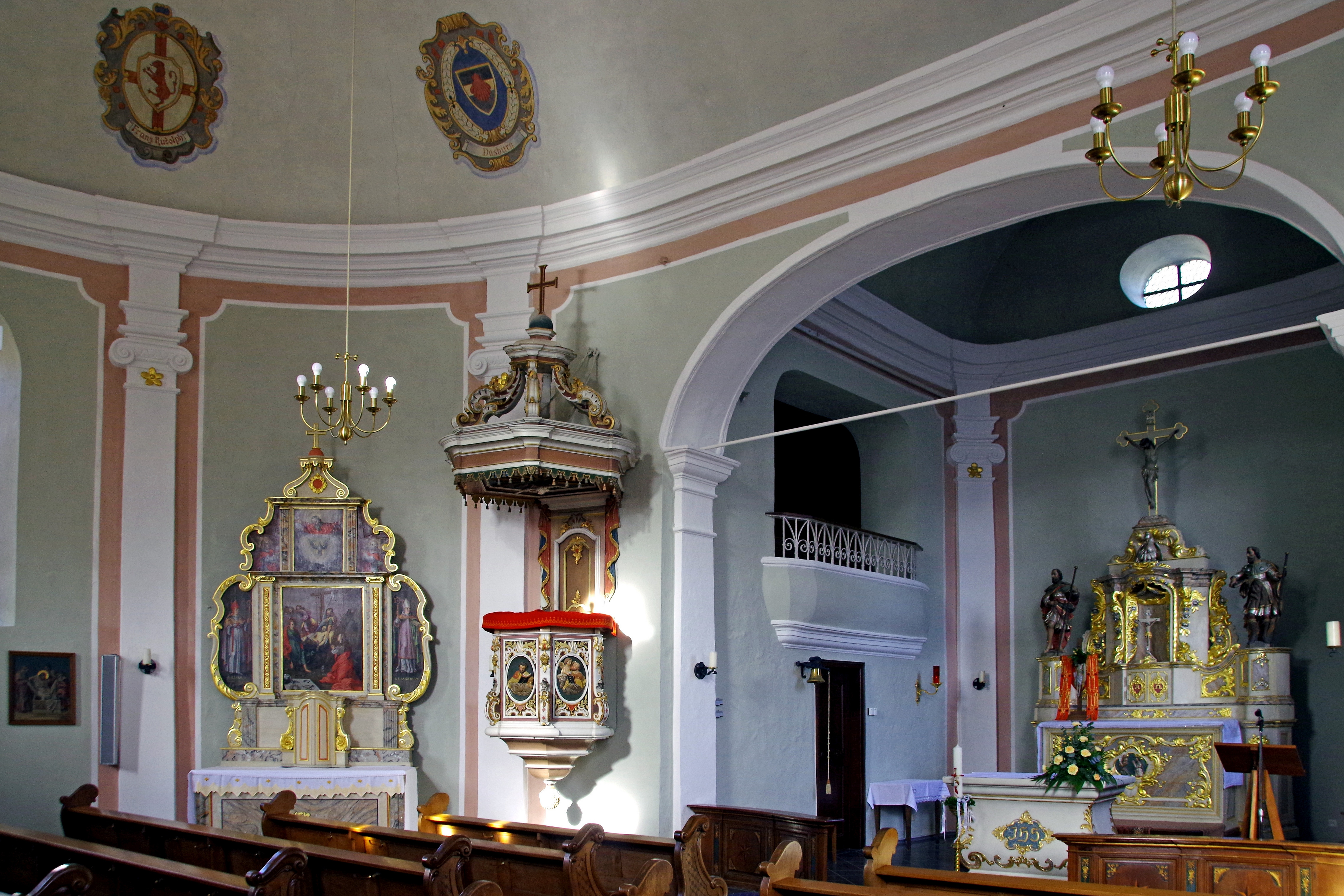
Innenraum, Rokoko-Stil
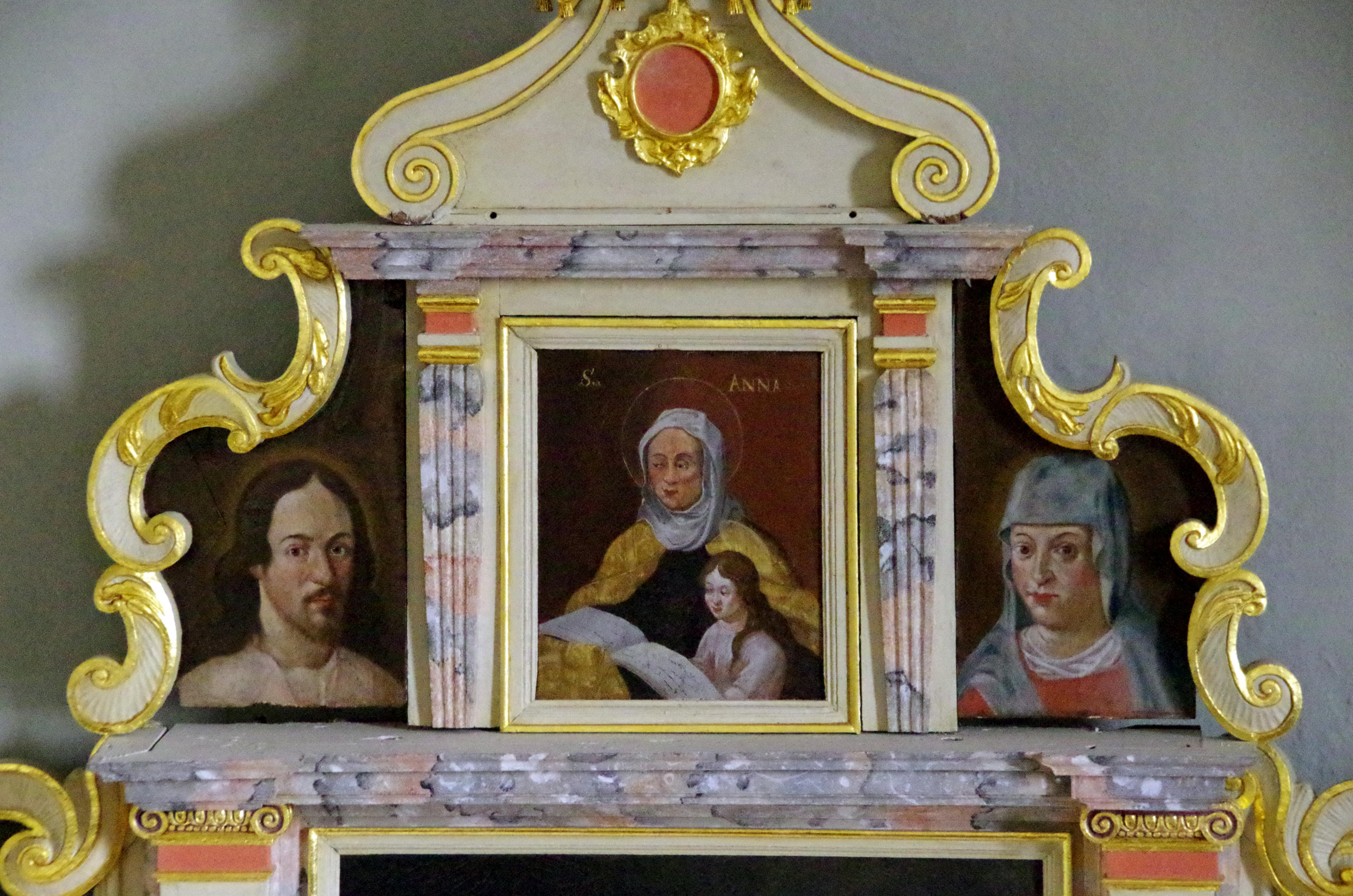
Seitenaltar, Detail
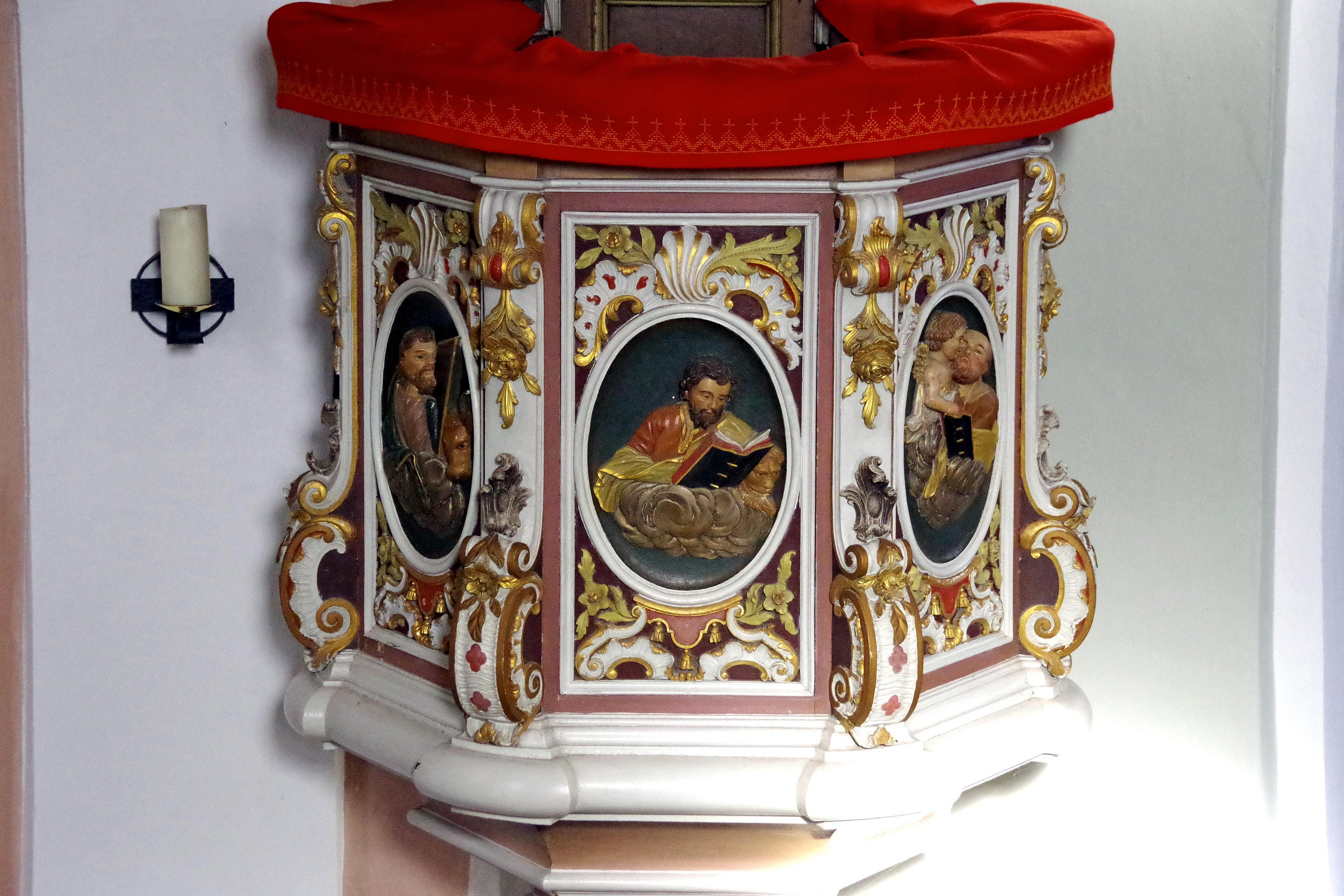
Kanzel-Reliefs
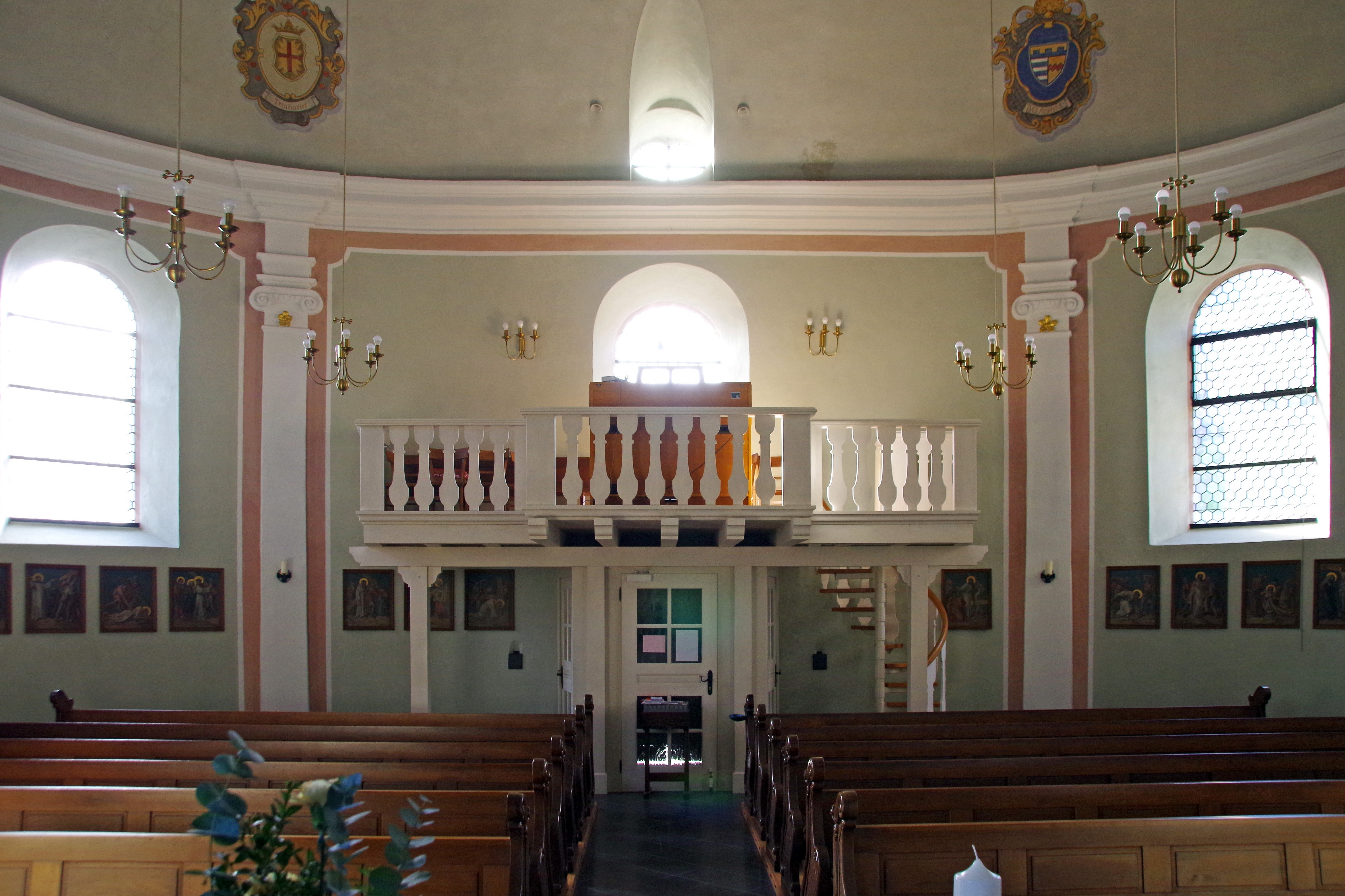
Empore

### Marienkapelle
Die Marienkapelle wurde im Jahr 1638 vom damaligen Rentmeister und Burgherr Jakob von Biewer und seiner Frau zur Abwehr der Pest erbaut. Im Jahre 1713 wurde das Chor neu gebaut und das Westportal hinzugefügt. Schutzheilige gegen die Seuche Pest sind Sebastian und Rochus.

### Haus Trost

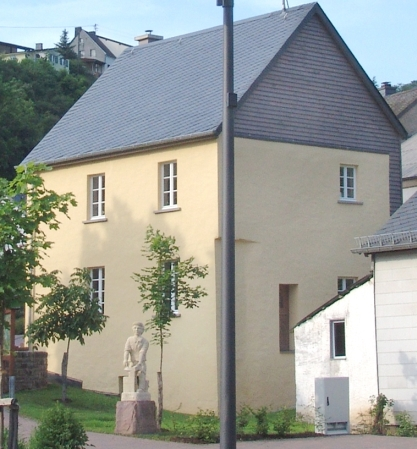
Haus Trost im Jahr 2008

Im Zentrum des Burgweilers Dasburg steht ein auf den ersten Blick recht unauffälliges zweistöckiges Gebäude, das nach dem Tod des letzten Bewohners einige Zeit leer stand, als Galerie dann aber eine neue Nutzung erfuhr. Parallel dazu war – ohne Kenntnis der historischen Substanz – der ersatzlose Abbruch des Hauses im Rahmen einer Dorfplatz-Neugestaltung seit Jahren geplant. Als im Jahr 2003 ein möglicher Abbruch näherrückte, entdeckten die Dasburger den für die Dorfgeschichte wichtigen Bau neu, gründeten einen Historischen Verein und suchten Unterstützung, um dieses Haus erhalten zu können. In diesem Zusammenhang wurde das Haus von Dr. Sibylle Bauer dendrochronologisch begutachtet. Dabei entpuppte sich das Haus Trost völlig überraschend als spätmittelalterliches Wohnspeicherhaus aus dem Jahr 1472.

Nach alten Stichen, Fotos und Zeichnungen besaß der das Dorfbild prägende Bau ursprünglich ein weiteres, aufgesetztes Fachwerkgeschoss, eine dritte Fensterachse und ein erheblich steileres Dach. Ein zweiter Kamin befand sich am Nordgiebel. Der Bau erhob sich ursprünglich auf einer Grundfläche von 12,6 × 8,2 Meter und damit auf rund 103 Quadratmeter. Nach Bombenschäden wurde das Haus in verkleinerten Dimensionen ohne Fachwerkgeschoss und mit einem zurückgenommenen Nordgiebel wieder hergerichtet. Der neue Fachwerkgiebel nach Süden wurde dabei recht brachial aus der ehemaligen Geschosswand herausgesägt.

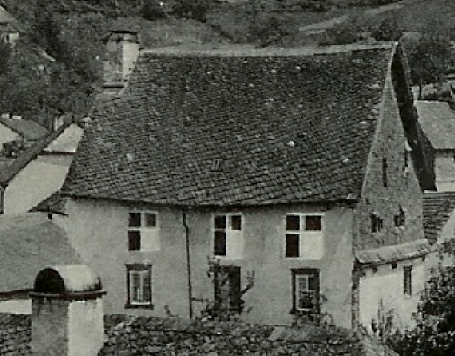
Haus Trost um das Jahr 1900

 Im Inneren des Gebäudes sorgten ursprünglich freitragende Deckenkonstruktionen im Erdgeschoss und im ersten Obergeschoss für hallenartig weite Räume mit vor allem im Erdgeschoss beträchtlicher Raumhöhe. Beide Geschosse wurden später durch eingestellte dünne Wände in verschiedene Zimmer aufgeteilt.
Die Holzproben aus den Bauelementen belegen, dass das Gebäude in einem Zug vom Keller bis zum zweiten Obergeschoss errichtet wurde. Erhaltene Waldkanten fanden sich im ehemaligen Fachwerkgeschoss, im heutigen Giebel. Sie stammen aus dem Winter 1471/72, das heißt in diesem Winter wurde das Bauholz geschlagen und konnte ab Frühjahr 1472 verbaut werden. Angesichts des massiven Baukörpers mit Wandstärken bis zu 2,10 Meter im Keller dürfte sich die Bauzeit über einige Jahre hingezogen haben; um 1472 war der Bau aber schon weitgehend gediehen.
Eine größere Umbaumaßnahme zeigt der nachträglich eingezogene Unterzug oder Deckenbalken im Erdgeschoss an. Er datiert rund 150 Jahre später in die Zeit um 1615.

## Personen
- Franz Ludwig Eugen von Montigny (1791–1868), preußischer Landrat des Kreises Malmedy